# Ercole de' Roberti

Portrét Giovanniho II. Bentivoglia, asi 1480

Ercole de' Roberti (1451–1496), také známý jako Ercole Ferrarese nebo Ercole da Ferrara, byl italský umělec rané renesance a ferrarské školy.

## Život a dílo
Ercole de' Roberti se narodil jako syn vrátného na zámku rodiny d'Este, později zastával pozici soudního umělce pro rodinu d'Este ve Ferraře. Je zmiňován ve Vasariho Le Vite delle più eccellenti pittori, scultori, ed architettori ( Životy nejvýznačnějších malířů, sochařů a architektů).
Podle Giorgio Vasariho:
Ercole měl mimořádnou lásku k vínu a jeho časté opilství zkrátilo jeho život, který si užíval bez jakýchkoliv nehod až do čtyřicítky, kdy byl jednou raněn záchvaty, které nakonec ukončily jeho krátký život. 
V roce 1473, když mu bylo 17 let, opustil Ferraru a pracoval v ateliéru Francesca del Cossy v Bologni. Podle Vasariho Ercole pracoval v Bologni pod Lorenzo Costou, ale pravděpodobnější je, že Vasari jej zaměnil za jiné malíře, Ercole da Bologna nebo Ercole Banci. V roce 1486 pracoval ve Ferraře v dílně Cosimo Tury jako dvorní malíř rodiny d'Este. Pro rodinu d'Este nebyl zřejmě jen dvorním malířem. Doprovázel Alfonsa d'Este při jeho návštěvě papeže v Římě, navrhoval šaty pro svatební obřad Isabelly d'Este, a snad se dokonce zabýval i výrobou salámů. Obrazy Ercoleho jsou vzácné. Jeho život byl krátký a mnoho jeho prací bylo zničeno.
První zralé práce vytvořil Ercole pro baziliku San Petronia v Bologni a jsou v kapli Griffoni: Jedná se o obraz Zázraky sv. Vincenta z Ferrary z roku 1473. Vytvořil zde také výzdobu bočních pilastrů pro oltář. Ve stejné době vytvořil obraz Svatý Jeroným v divočině. Ercole de' Roberti spolupracoval na freskách v Palazzo Schifanoia. V roce 1480 vytvořil Ercole velký oltář s obrazem Madona s dítětem a svatými pro kostel Santa Maria in Porto v Ravenně. Obraz je nyní v umístěn v muzeu Pinacoteca di Brera v Miláně. Portréty Giovanniho Bentivoglia a Ginevry Bentivoglio připisované Ercole de' Robertimu (kolem roku 1480) jsou v Národní galerii umění ve Washingtonu. V roce 1486 pracoval ve Ferraře v dílně Cosimo Tury jako dvorní malíř rodiny d'Este.

## Významná díla
- Madona s dítětem a svatými, rok 1480, olej na dřevě, 323cm x 240 cm, Pinacoteca di Brera, Milán, Itálie
- Křížová cesta Krista na Kalvárii, výjev z Kristova umučení, kolem 1482, olej na dřevě, 35 cm x 118 cm, Gemäldegalerie, Drážďany, Německo
- Pieta, kolem 1482, olej na dřevě, 33 cm x 30 cm, Walker Art Gallery,Liverpool, Anglie

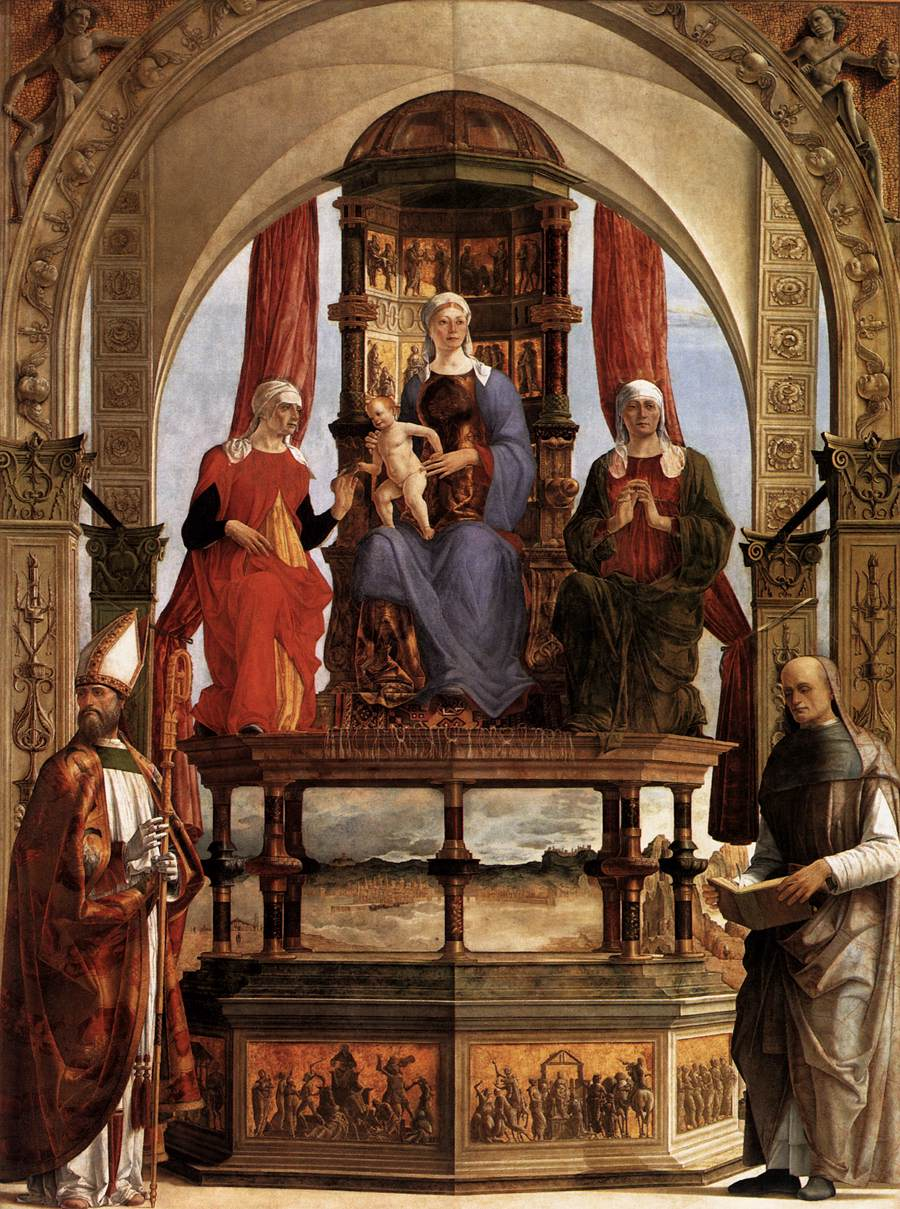
Madona s dítětem a svatými
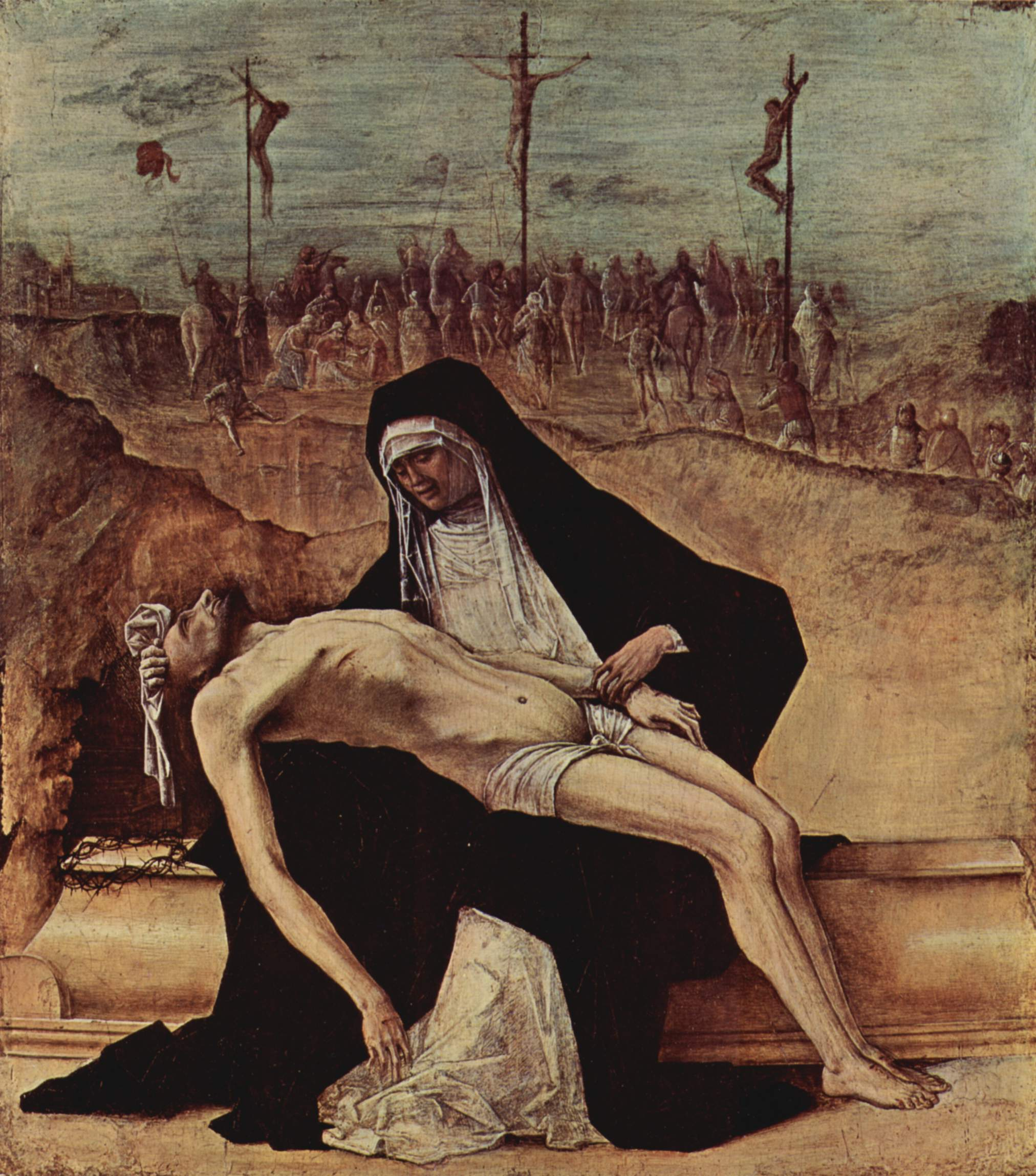
Pieta

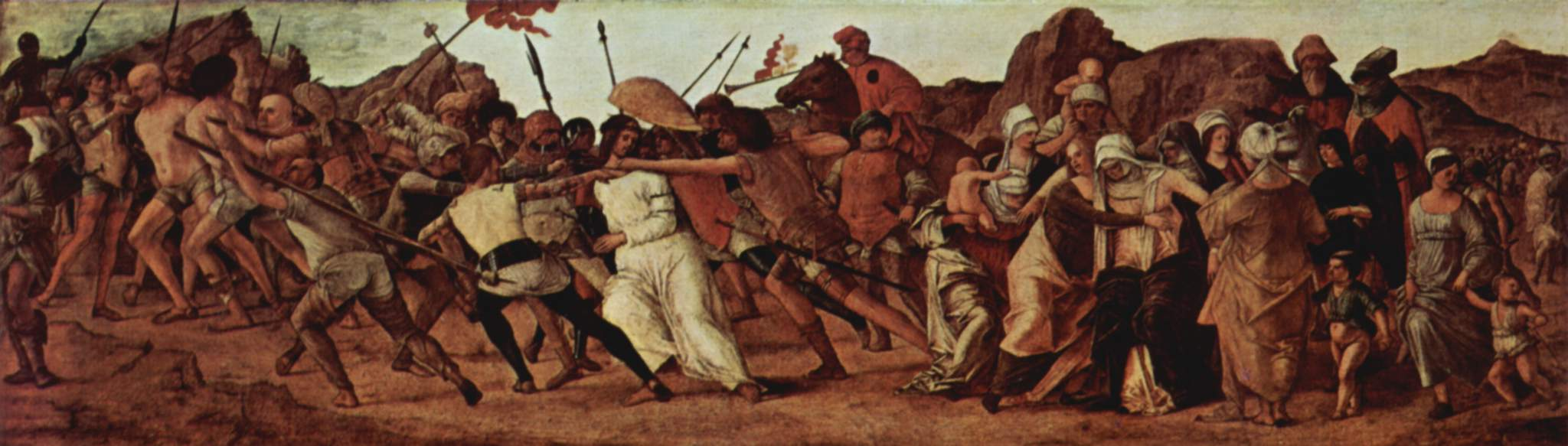
Křížová cesta Krista na Kalvárii